# Elektrizitätsgesellschaft Laufenburg
Die EGL AG, bis 2010 Elektrizitäts-Gesellschaft Laufenburg AG, war ein europaweit tätiges Schweizer Unternehmen für Energiehandel mit Sitz in Laufenburg im Kanton Aargau, wobei der operative Hauptsitz und das Trading Center in Dietikon im Kanton Zürich waren. Das Unternehmen beschäftigte 803 Mitarbeiter und erwirtschaftete im Geschäftsjahr 2009/2010 einen Umsatz von 2,61 Milliarden Schweizer Franken. Axpo Holding als Mehrheitsaktionär kaufte ab Sommer 2011 die Aktien der Minderheitsaktionäre auf und integrierte im September 2012 das Unternehmen als Axpo Trading AG in den Konzern.

## Geschichte

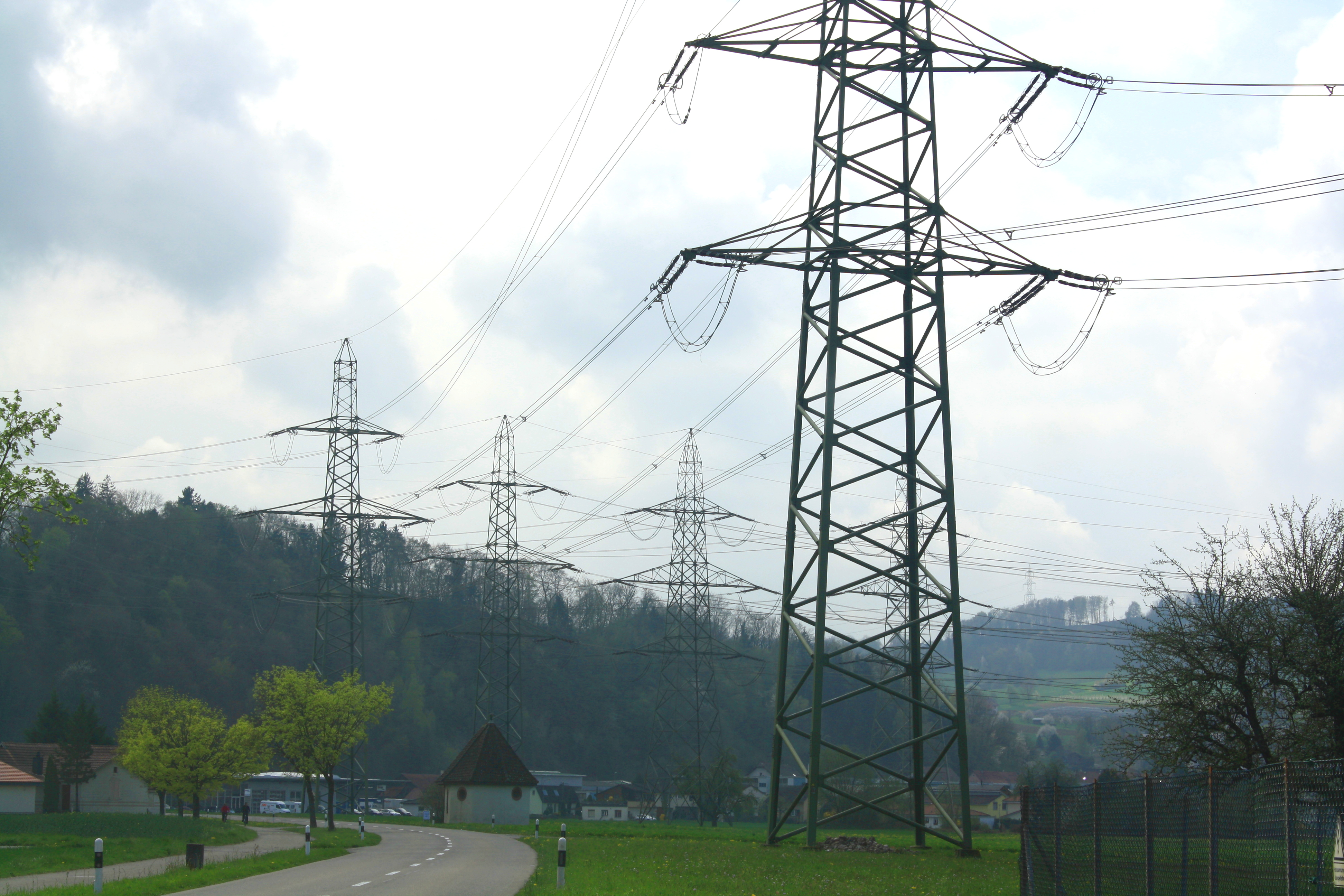
Hochspannungsleitungen beim Umspannwerk Laufenburg

Die Elektrizitäts-Gesellschaft Laufenburg AG wurde 1956 durch die Kraftwerke Laufenburg (KWL, seit 1998 Energiedienst Holding) gegründet. Sie betrieb das Umspannwerk Laufenburg auf dem Gemeindegebiet von Kaisten, in welchem 1958 die drei Länder Deutschland, Frankreich und die Schweiz mit einem 220-Kilovolt (kV)-Netz verbunden wurden, das 1967 auf die 380-kV-Spannungsebene ausgebaut wurde. Das zentrale Schaltfeld wurde unter dem Namen «Stern von Laufenburg» bekannt. Damit war die Basis für ein internationales Verbundnetz gelegt, das 1968 bereits 17 europäische Länder umfasste. Der «Stern von Laufenburg» verknüpfte später zehn Fernleitungen. Die EGL spielte eine zentrale Rolle im europäischen Stromhandel.
1969 stieg die Elektrowatt bei der Elektrizitäts-Gesellschaft Laufenburg ein und übernahm 51 % des Kapitals.
Im Zuge einer Reorganisation wurde 1998 der Bereich Energieversorgung der Elektrowatt in die Watt AG ausgegliedert, der hauptsächlich in der Gebäudetechnik tätige industrielle Teil der Elektrowatt wurde von Siemens Building Technologies übernommen. In der Watt AG waren die Mehrheitsbeteiligungen der ehemaligen Elektrowatt an der EGL, den Centralschweizerischen Kraftwerken (CKW), den Kraftwerken Laufenburg (KWL) und den Kraftübertragungswerken Rheinfelden vereinigt. An der Watt AG waren die Nordostschweizerischen Kraftwerke (NOK) zu 31 %, die Bayernwerk AG (BAG) und die Energie Baden-Württemberg (EnBW) zu je 24,5 % und die Credit Suisse Group (CSG) zu 20 % beteiligt.
Ende 1999 gründete die EGL die Tochterfirma Deriwatt AG, dessen Zweck der Handel mit energiebezogenen Finanzprodukten war. Das Unternehmen trat ab 2002 als erster ausländischer Market-Maker an der European Energy Exchange (EEX) in Leipzig auf. Die Deriwatt AG wurde im September 2008 in EGL Trading AG umbenannt und im März 2011 in das Stammhaus integriert.

2002 erhöhte die NOK ihre Beteiligung an der Watt AG auf 100 %, indem die Anteile der übrigen Teilhaber übernommen wurden, womit die NOK der alleinige Besitzer der Elektrizitäts-Gesellschaft Laufenburg wurde. Doris Leuthard wurde im selben Jahr Mitglied des Verwaltungsrates der EGL, den sie erst mit ihrer Wahl in den Bundesrat 2006 verliess. Alle Aktien der Watt AG wurden 2003 von der Axpo Holding übernommen. 

Altes EGL-Logo bis 2010.

Im Jahre 2010 wurde ein neues Logo eingeführt. Der Farbverlauf im neuen Logo soll die multikulturelle Ausrichtung des Unternehmens als strategisches Alleinstellungsmerkmal visualisieren.
Die Axpo übernahm die EGL vollständig, indem sie ihren Anteil an der Gesellschaft von 91 % auf 100 % erhöhte. Sie dekotierte das Unternehmen von der Börse und führte ihre eigenen Handelsgeschäfte mit der EGL zusammen, das als Axpo Trading AG in den Konzern integriert wurde.
Die EGL war die Hauptsponsorin für den Oberfricktaler Eisenweg.

## Unternehmen
Die EGL AG war mit eigenen Tochtergesellschaften in 23 europäischen Ländern lokal präsent. Es war in die Geschäftsbereiche  Energy Trading & Origination, Assets und Gas Supply & Southeast Europe aufgeteilt.

### GeschäftsbereichEnergy Trading & Origination
Der Geschäftsbereich Energy Trading & Origination handelte mit physischer Energie und energiebezogenen Finanzprodukten. Mit Origination wurde die Entwicklung Strukturierter Produkte für den Energiehandel bezeichnet. Die EGL kaufte und verkaufte Strom, Erdgas und energiebezogene Finanzprodukte. Sie war hierzu an den wichtigen Energiebörsen zum Handel zugelassen. Die Handels- und Verkaufsaktivitäten der EGL waren auf Grosskunden ausgerichtet. Für diese entwickelten Teams in den verschiedenen Ländern europaweite Beschaffungsmodelle und massgeschneiderte Vertragslösungen. Der Handel mit energiebezogenen Finanzprodukten war zeitweise in die Tochtergesellschaft Deriwatt ausgelagert, die ab 2008 als EGL Trading firmierte. Der Firmensitz der Tochtergesellschaft war in Dietikon.

### GeschäftsbereichAssets
Die Kraftwerksbeteiligungen im In- und Ausland wurden im Geschäftsbereich Assets geführt, der auch die langfristigen Energiebezugsverträge und den Bau von Hochspannungsleitungen und Unterwerke verwaltete. Die Bezeichnung Assets ist der englischen Begriff für Anlagevermögen. Die EGL hielt Beteiligungen an Kern- und Wasserkraftwerken in der Schweiz, an drei Gaskombikraftwerken in Italien mit einer Gesamtleistung von 1,8 GW und an einem Windpark in Nordspanien.

#### Fossile Kraftwerke
Im Juni 2007 ging das erste Gaskombikraftwerk der EGL in Italien in Betrieb. Die Anlage Calenia Energia in Sparanise in der Provinz Caserta verfügt über eine Kapazität von 760 MW und war zu 85 % im Besitz der EGL, die italienische HERA-Gruppe hielt einen Minderheitsanteil von 15 %. Im Juli 2008 ging das Gaskombikraftwerk Rizziconi Energia der EGL in Kalabrien ans Netz. Auch diese Anlage verfügt über eine Kapazität von 760 MW, war jedoch zu 100 % im Besitz der EGL. Im Oktober 2010 ging das Gaskombikraftwerk SE Ferrara (760 MW) in der italienischen Provinz Ferrara ans Netz. An diesem Kraftwerk war die EGL mit 49 % beteiligt. In der Extremadura in Spanien plante die EGL den Bau des 400 MW-Gaskombikraftwerks La Zarza in der Provinz Badajoz, dem aber im Mai 2011 die Baubewilligung verweigert wurde mit der Begründung, dass im Stausee Alange zu wenig Wasser für die Kühlung des Kraftwerks zur Verfügung stehen würde. Das Projekt wurde deshalb abgebrochen.

#### Erneuerbare Energien
Mit 75 % war die EGL Mehrheitsaktionärin der Albula-Landwasser Kraftwerke AG in Filisur. Die EGL verfolgte regenerative Kraftwerksprojekte in Italien und Spanien. Im Frühjahr 2012 nahm der 66 MW-Windpark Winbis in Kampanien den Betrieb auf. 2005 investierte EGL in zwei Biomasse-Kraftwerke und in den Lieferant der Biomasse in Spanien. Zusätzlich war die EGL seit 2009 mit 24,1 % an der Wetfeet Offshore Windenergy GmbH beteiligt, die den Bau eines Windparks mit einer Gesamtleistung von 400 Megawatt vor der norddeutschen Küste plante. In Spanien hielt die EGL eine 46 %-Beteiligung am Windpark La Peñuca in Nordspanien ungefähr 100 km nördlich von Burgos, in dem 22 NEG Micon-Windkraftanlagen eine maximale Leistung von 33 MW erzeugen können.

#### Beschaffungsverträge für Strom
Neben eigenen Kraftwerken und Beteiligungen verfügte die EGL über langfristige Stromlieferverträge mit Kraftwerken in Frankreich.

##### Hochspannungsleitungen
Die EGL war über ihre Tochtergesellschaft EGL Grid AG Eigentümerin eines 380/220-kV-Höchstspannungsnetzes, das sich über einen grossen Teil der Schweiz erstreckte und mit grenzüberschreitenden Leitungen Verbindungen mit allen Nachbarländern ermöglichte. Sie besass die 380-kV-Leitung Laufenburg–Gösgen und einen Teil der Leitung Laufenburg–Bassecourt/–Bickingen–Creux de Chippis. Zusammen mit der BKW wurde in den 1960er-Jahren die Gemmileitung erstellt. Die damals längste Hochspannungsleitung der Schweiz führt über den Gemmipass
Die EGL war für den Teil der Gemmileitung zuständig, der zwischen Frick und Eiken das Fricktal und anschliessend den Kanton Basel-Landschaft durchquerte. Sie ersetzte seinerzeit eine 220-kV-Leitung von Laufenburg nach Brislach, ist aber mit dem den Industriellen Werken Basel (IWB) gehörenden Unterwerk von Brislach nicht verbunden. Beim Matzendörfer Stierenberg zweigt eine 380-kV-Leitung zum Unterwerk von Bassecourt ab. Von dort aus wird unter anderem die Stadt Basel mit Elektrizität versorgt.
Bis in die 1990er-Jahre war die längste Hochspannungsleitung der Schweiz mit drei und später mit allen sechs Stromkreisen an das Unterwerk Bickingen der BKW angeschlossen. Als Bestandteil des BKW-Übertragungsnetzes durchquert sie das Berner Mittelland und folgt anschliessend dem Kandertal. Dort sind wenige Tonnen- und Donaumasten mit einer leuchtroten Warnfarbe angestrichen. Sie passiert den Gemmipass und endet im Unterwerk Creux-de-Chippis im Kanton Wallis.
Im Jahr 2000 wurden die EGL-Italia S.p.A. und die EGL-Polska Sp.z.o.o., 2001 die EGL Austria und 2003 Zweigbetriebe in Leipzig, Budapest, Oslo und Bukarest gegründet. Für den Stromexport ins Unterengadin geniesst die EGL Nutzungsrechte auf Fernleitungen der Nordostschweizerischen Kraftwerke (NOK) sowie der Albulaleitung der Engadiner Kraftwerke (EKW). Für den Export nach Italien ist sie stark von der Gotthardleitung, der Lukmanierleitung und der 380-kV-Leitung Sils–Soazza abhängig. Da diese dreipoligen Energiestrassen an ihre Kapazitätsgrenzen stiessen, zog die EGL den Bau von eigenen Kraftwerken auf italienischem Gebiet in Erwägung. Ein Nutzungsrecht geniesst die EGL auch auf der 380-kV-Leitung Bassecourt-Sierentz.

##### NorGer
Die EGL war bis August 2011 mit 16,67 % am Projekt NorGer beteiligt, welches eine Hochspannungs-Gleichstrom-Übertragungsleitung (HGÜ) durch die Nordsee zwischen Norwegen und Deutschland realisieren und betreiben wird. Ziel des Projektes ist es, den Austausch elektrischer Energie durch die Nordsee zu ermöglichen.

### GeschäftsbereichGas Supply & Southeast Europe
Der Handel mit Erdgas wurde ab 2003 im Geschäftsbereich Gas Supply & Southeast Europe geführt, der sich auch am Bau von Gaspipelines beteiligte, so zum Beispiel an der Trans-Adria-Pipeline, welche Gas aus dem Iran und aus Aserbaidschan in die Schweiz liefern soll.
Unter anderem entwickelte die EGL zusammen mit der norwegischen Statoil und der deutschen E.ON Ruhrgas das Erdgas-Pipelineprojekt Trans Adriatic Pipeline (TAP). Die Pipeline soll einen Korridor für die Versorgung Westeuropas mit Erdgas aus dem Kaspischen Raum und dem Mittleren Osten eröffnen. Dabei wird die TAP an bestehende Pipelines in Griechenland und der Türkei anknüpfen und danach Teile Griechenlands, Albanien und die Adria durchqueren, bevor sie Italien erreicht. Die grundlegenden Planungsarbeiten für die TAP sind abgeschlossen.
Durch die TAP soll dereinst Erdgas aus Aserbaidschan fliessen. Die EGL stand dazu in Verhandlungen mit dem Förderkonsortium des Erdgasfeldes Shah Deniz. Zuvor hatte die EGL auch Interesse an Erdgas aus dem Iran gezeigt, das weltweit über die zweitgrössten Reserven dieses Rohstoffes verfügt. Am 17. März 2008 wurde in Teheran deshalb ein Vertrag zwischen der EGL und der National Iranian Gas Export Company (NIGEC) unterzeichnet, der vorsieht, dass ab 2012 jährlich 5,5 Milliarden Kubikmeter Erdgas aus dem Iran an die EGL geliefert werden. Teillieferungen sollen schon früher erfolgen. Die Regierungen der USA und Israels stehen dem Geschäft ablehnend gegenüber.